# Мария Анна Браганса
Мария Анна Браганса (Мария Анна Рафаэла Микаэла Габриэлла Лоуренца де Браганса, порт. Maria Ana Rafaela Micaela Gabriela Lourença de Bragança, Infanta de Portugal; 3 сентября 1899, замок Фишхорн, Зальцбург — 23 июня 1971, Фельдафинг, Бавария) — дочь претендента на трон Португалии Мигеля, герцога Брагансского и его второй супруги Марии Терезы Лёвенштейн-Вертгейм-Розенбергской, в браке наследная принцесса Турн-и-Таксис, супруга 10-го принца Турн-и-Такис Карла Августа.

## Биография
Мария Анна Браганса родилась в семье претендента на трон Португалии Мигеля, герцога Брагансского, единственного сына свергнутого сына короля Мигеля I и его супруги Аделаиды. Матерью инфанты была принцесса Мария Тереза Лёвенштейн-Вертгейм-Розенбергская, вторая супруга Мигеля. Всего в браке родилось восемь детей, Мария Анна была четвёртым ребёнком и дочерью.
18 августа 1921 года принцесса вышла замуж за Карла Августа, принца из княжеского дома Турн-и-Таксис. Он был сыном Альберта, 8-го принца Турн-и-Таксиса, и его супруги австрийской эрцгерцогини Маргариты Клементины. Свадьба состоялась в замке Таксисов. В браке родилось четверо детей:
- Клотильда Турн-и-Таксис (1922—2009), замужем за Иоганном Баптистом (1914-2004), сыном Альфреда Романа Лихтенштейнского, 7 детей;
- Мафальда Турн-и-Таксис (1924—1989), замужем за Франц фон Ассиси фон Турн-и-Таксис (1915-1997), дочь Дарья Мария Турн-и-Таксис;
- Иоганнес (1926—1990), женат на Глории фон Шёнбург-Глаухау (род. 1960), 3 детей, в том числе принц Альберт;
- Альберт (1930—1935).

Мария Анна умерла в 1971 году. Через месяц после её смерти Карл Август, её супруг стал 10-м принцем и главой дома Турн-и-Таксис, в связи со смертью своего брата Франца Иосифа, который не имел детей мужского пола.

## Титулы
- 3 сентября 1899 — 18 августа 1921: Её Королевское Высочество Принцесса Браганса, Инфанта Португалии
- 18 августа 1921 — 23 июня 1971: Её Королевское Высочество Принцесса Турн-и-Таксис, Инфанта Португалии